# Curtiss Robin

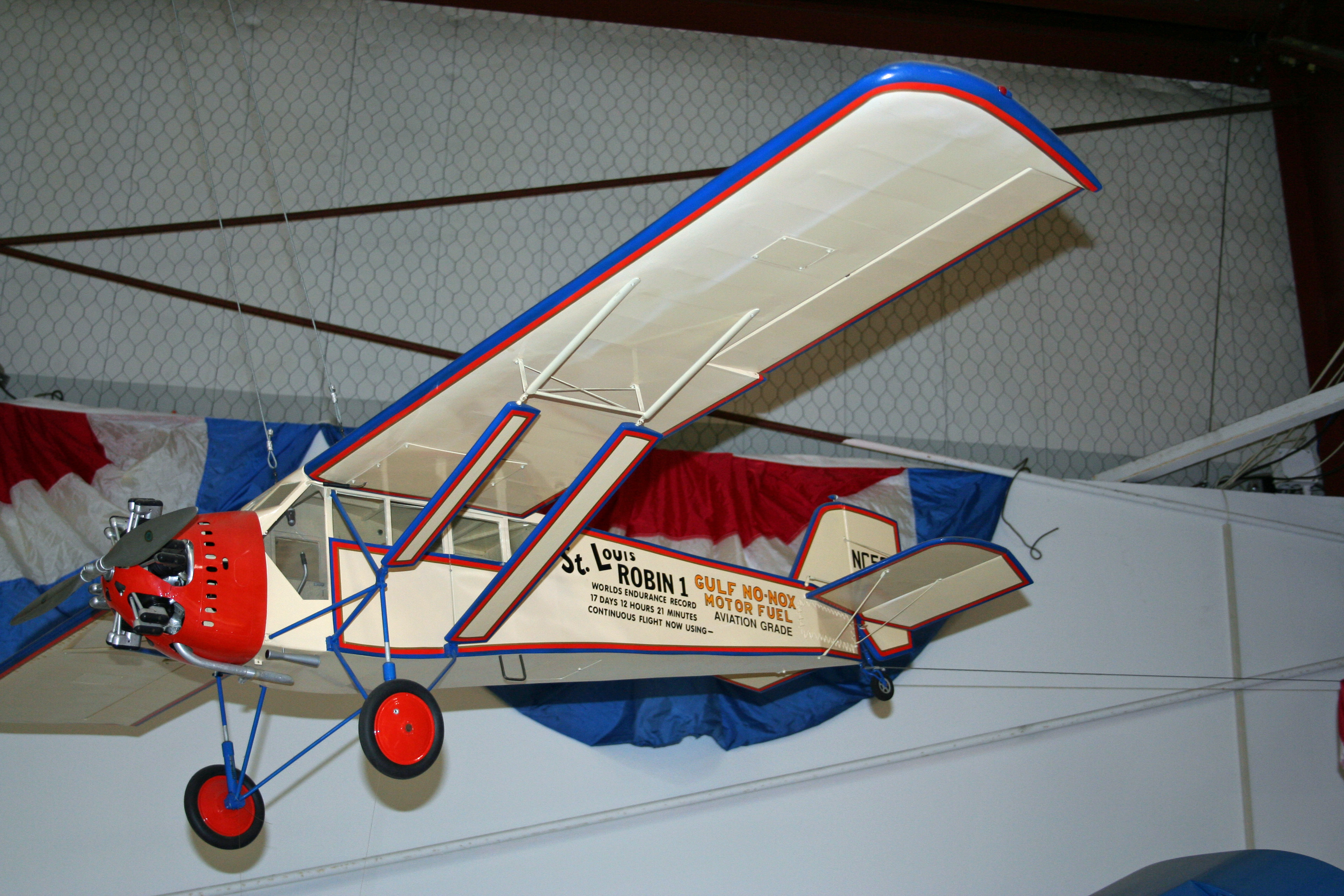
Robin im Cavanaugh Flight Museum

Die Curtiss Model 50 Robin ist ein Leichtflugzeug des US-amerikanischen Herstellers Curtiss-Robertson Aircraft Corp. aus den 1920er Jahren. Die Robin war das in den größten Stückzahlen produzierte Produkt des 1928 in St. Louis gegründeten Unternehmens. Nach dem 1929 erfolgten Zusammenschluss mit Wright wurde es zur Curtiss-Robertson Division von Curtiss-Wright. Curtiss-Robertson hatte die Aufgabe, Curtiss-Flugzeuge im mittleren Westen der Vereinigten Staaten zu produzieren. Die Prototypen der Robin waren noch in Garden City auf dem Roosevelt Field im New Yorker Stadtteil Long Island gebaut worden. Evelyn Trout und Edna Mae Cooper stellten mit der Robin Anfang 1931 einen Dauerflugrekord für Frauen auf.

## Geschichte

### Entwicklung
Im Zuge der allgemeinen Luftfahrteuphorie nach Lindberghs Atlantiküberquerung entschied sich Curtiss für den Bau eines dreisitzigen Kabinen-Eindecker. Als Triebwerk wählte man die, eigentlich schon veralteten, aber weiterhin in großen Stückzahlen verfügbaren OX-5 aus überzähligen Armeebeständen. Ein Motor kostete lediglich 250 US-Dollar, sodass der Einstiegspreis für die Robin lediglich 4000 US-Dollar betrug.
Die ersten vier Prototypen, mit der Curtiss-Projektbezeichnung L-710, wurden in Garden City gebaut, die Serienfertigung dann aber nach St. Louis verlegt, wo die erste Maschine am 7. August 1928 flog. Insgesamt wurden 769 Maschinen gebaut, womit die Robin zwischen den beiden Weltkriegen zu den meistgebauten amerikanischen Flugzeugen zählt. Die maximale Produktionsrate wurde Mitte 1929 mit 17 Exemplaren in der Woche erreicht. Insgesamt erhielt die Robin im Verlauf ihrer Entwicklung 10 Musterzulassungen (Approved Type Certificate, ATC).

### Rekorde
Dreimal wurde der Dauerflugrekord mit Luftbetankung gebrochen:
- 420 h vom 13. bis 30. Juli 1929
- 553 h vom 21. Juli bis 17. August 1930 (Robin C-1)
- 123 h vom 4. bis 9. Januar 1931; Evelyn Trout und Edna Mae Cooper brechen über Los Angeles den Frauen-Dauerflugrekord[1]
- 653 h vom 4. Juni bis 1. Juli 1935

Die bekannteste Robin ist wahrscheinlich ein ursprüngliches OX-5-Modell, das später in eine J-1 umgebaut wurde, mit dem am 17./18. Juli 1938 der Pilot Douglas Corrigan von New York City nach Irland geflogen ist. Corrigan wird seit diesem Flug auch Wrong-Way Corrigan genannt, da er vor dem Abflug erklärte, non-stop nach Los Angeles fliegen zu wollen, dann aber nach Osten abdrehte und den Atlantik überquerte.

## Varianten

### Zivil
Robin (Model 50, ATC 40 vom Mai 1929)
Die mit einem OX-5 ausgerüsteten vier Prototypen und ersten Serienexemplare wurden einfach als Curtiss Robin vermarktet.
Challenger Robin (Model 50A, ATC 63 vom August 1928)
Frühe Robin, die einen 165 PS leistenden Curtiss-Sechszylinder-Sternmotor verwendeten. Ein Variantenbuchstabe wurde nicht vergeben. Die Unterscheidung von der früheren Version erfolgte lediglich durch die Benennung des jeweiligen Triebwerks.
Comet RobinPrivat umgebaute J-1 Robin (Werknummer 693), die einen 150 PS leistenden Comet-Sternmotor erhielt.
Robin B (ATC 68)
Die populärste Ausführung der Robin hatte nur geringe Unterschiede im Vergleich mit den unter ATC 40 zugelassenen Maschinen. Etwa 325 Robin B wurden gebaut. Der Verkaufspreis wurde im Depressionsjahr 1930 auf 2495 US-Dollar gesenkt, um die Lagerbestände abzubauen.
Robin B-2Einige Robin wurden mit den 150 bis 180 PS leistenden Triebwerken Wright A, I oder E ausgerüstet
Robin C (ATC 69)Von der mit einem Curtiss Challenger (185 PS) ausgestatteten Robin C wurden etwa 50 Exemplare produziert. Zwei Maschinen erhielten ein Challenger-Triebwerk mit nur 170 PS.
Robin C-1 (Model 50C, ATC 143)
Die C-1 war die Haupt-Challenger-Variante der Robin. Mindestens 200 Exemplare wurden hergestellt.
Robin C-2 (Model 50D, ATC 144)
Die sechs gebauten Robin C-2 hatten ein 170 PS leistendes Challenger-Triebwerk. Sie besaßen einen über der Kabine eingebauten zusätzlichen Tank.
Robin CR
Dies sollte die Serienversion mit dem als Ersatz für den OX-5 vorgesehenen 120 PS leistenden Curtiss-Crusader-Triebwerk werden. Mindestens zwei wurden für Triebwerkstests verwendet. Das Curtiss Crusader ging jedoch nicht in die Serienfertigung.
Robin W (Model 50J, ATC 268)
Mindestens vier Robin wurden mit dem 110-PS-Sternmotor Warner-Scarab ausgerüstet. Dieser war billiger als der Curtiss Challenger, hatte zwar mehr Leistung als ein OX-5, erzeugte aber einen geringeren Schub.
Robin J-1 (Model 50H, ATC 220)
Der 1929 vorgenommene Wechsel auf den Wright J-6-5 Whirlwind, der 165 PS leistete, führte zur Robin J-1. Mindestens 40 wurden ab Werk in dieser Variante ausgeliefert, während andere Varianten später in eine J-1 umgebaut wurden.
Robin J-2 (Model 50I, ATC 221)
Die J-2 entsprach weitgehend der J-1, hatte aber einen von 189 auf 302 l vergrößerten Tankinhalt. Zwei wurden gebaut.
Robin J-3
Die erste J-2 wurde vorübergehend als J-3 angesprochen.
Robin M
Bei einigen Robin B wurde der OX-5-Motor durch einen des Typs Milwaukee Tank V-502 mit 115 PS ersetzt.
Robin 4C (Model 50E, ATC 270)
Dies war die erste viersitzige Robin, wobei in einer serienmäßigen Robin C neben dem ganz nach links gerückten Piloten ein weiterer Sitz etwas nach hinten versetzt, vorgesehen wurde. Nach der Erprobung im September 1929 fand jedoch keine weitere Produktion statt.
Robin 4C-1
Zweite Ausführung einer viersitzigen Robin mit in der Breite und Höhe aufgeweitetem Vorderrumpf. Die drei gebauten Robin 4C-1 hatten jedoch nur drei Sitze.
Robin 4C-1A (Model 50G, ATC 309)
Viersitzige Ausführung, von der mindestens elf gebaut wurden. Der vordere Kabinenteil wurde um 10,6 cm verbreitert, der Rumpfboden abgesenkt und die Windschutzscheibe vergrößert. Als Folge war auch eine Vergrößerung des Seitenleitwerks notwendig.
Robin 4C-2Eine 4C-1A erhielt den Wright J-6-7 Whirlwind mit 225 PS.

### Militärisch

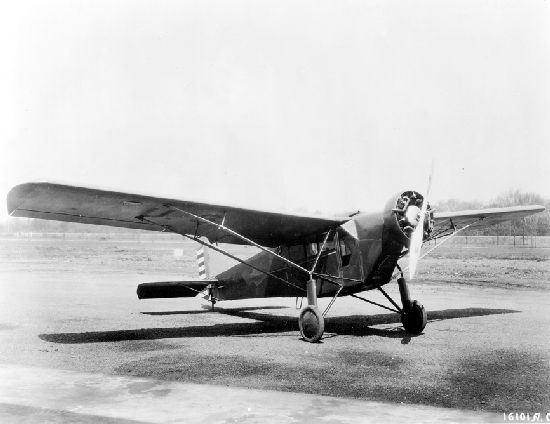
XC-10

Die US Army beschaffte 1929 unter der Bezeichnung XC-10 eine zivile Robin W (Warner-Triebwerk) als Experimentalflugzeug. Mit der Maschine wurden einige der ersten Versuche mit unbemannten ferngesteuerten Flugzeugen durchgeführt. Zur Vorbereitung des Testprogramms baute man die XC-10 in großem Maße um. So wurde das Triebwerk weiter nach vorne und wegen einer höheren Schublinie, auch nach oben verlagert. Die V-Stellung wurde auf 4,5 Grad erhöht und die gesamten Leitwerksflächen vergrößert, um in dem vorgesehenen niedrigen Geschwindigkeitsbereich eine ausreichende Steuerfähigkeit zu behalten. Daneben erhielt das Flugzeug einen Funkempfänger, der die Signale für die Steuerungsservos weitergab.
In dem anschließenden Erprobungsprogramm absolvierte die Maschine in den Jahren 1929 und 1930 rund 100 Flugstunden. Die dabei gemachten Erfahrungen konnten in den späten 1930er Jahren in das Drohnen-Programm des USAAC eingebracht werden.

## Konstruktion

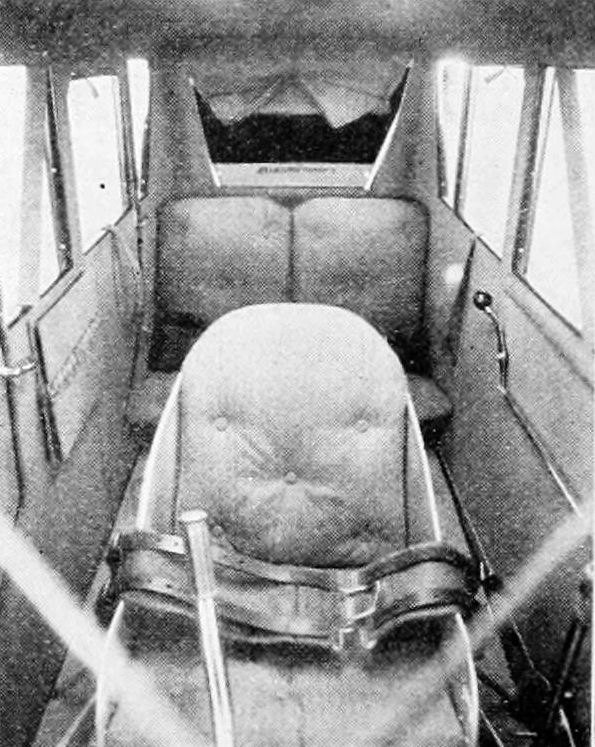
Innenraum der Robin mit dem Pilotensitz im Vordergrund

Einige der ersten Robins hatten als besonderes Merkmal aerodynamisch verkleidete Tragflächenabstrebungen, die zusätzlichen Auftrieb liefern sollten. Die erste Fahrwerksausführung verwendete noch Gummibandstoßdämpfer, die später durch oleo-pneumatische Stoßdämpfer ersetzt wurden.

## Technische Daten

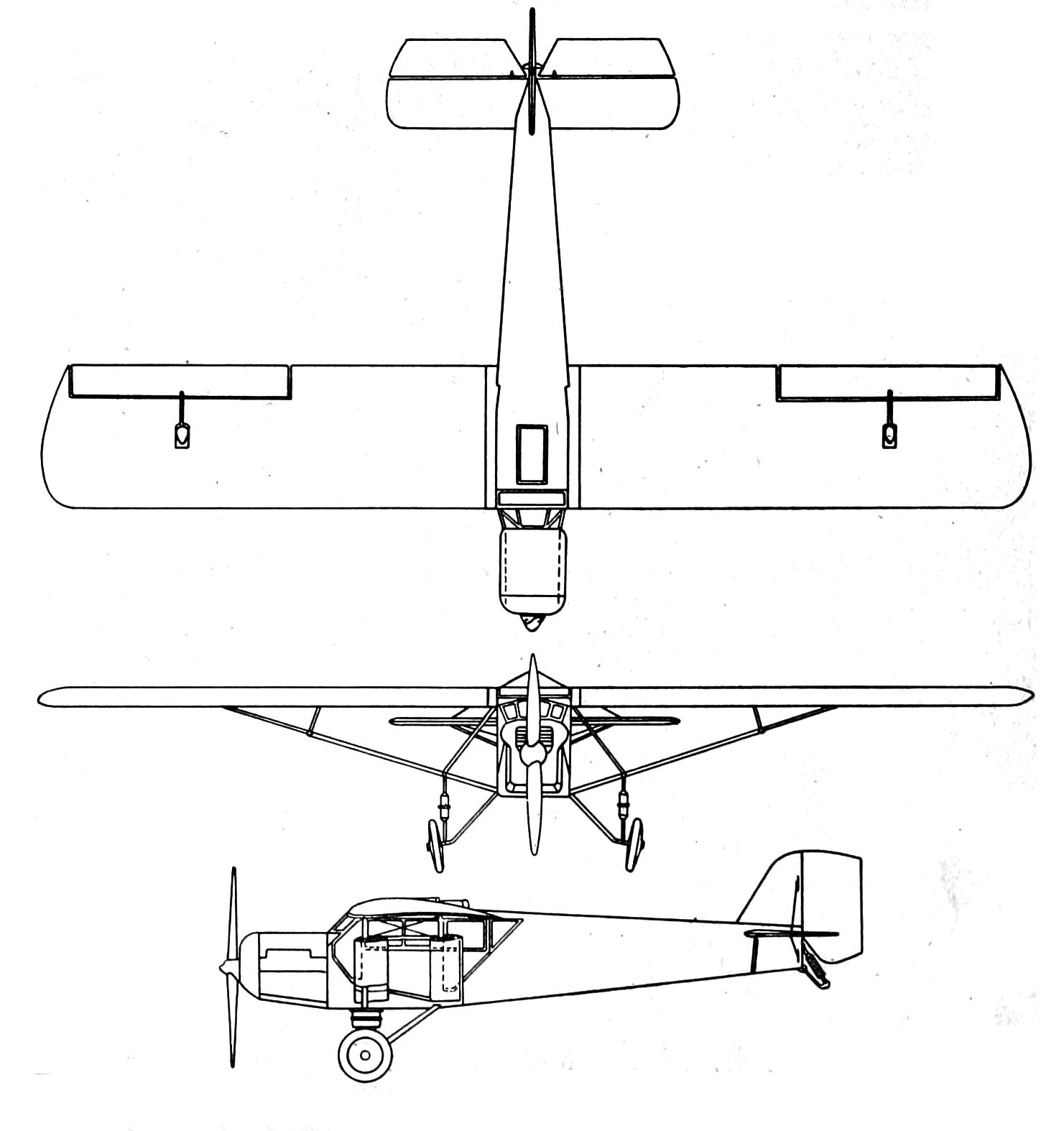
Dreiseitenriss

| Kenngröße             | Daten Robin B                   | Robin C-1                               | Robin J-1        | Robin 4C-1A                             |
| --------------------- | ------------------------------- | --------------------------------------- | ---------------- | --------------------------------------- |
| Besatzung             | 1                               | 1                                       | 1                | 1                                       |
| Passagiere            | 2                               | 2                                       | 2                | 3                                       |
| Länge                 | 7,83 m                          | 7,64 m                                  | 7,64 m           | 7,74 m                                  |
| Spannweite            | 12,49 m                         | 12,49 m                                 | 12,49 m          | 12,59 m                                 |
| Höhe                  | 2,37 m                          | 2,43 m                                  | 2,43 m           | 2,43 m                                  |
| Flügelfläche          | 20,71 m2                        | 20,71 m2                                | 20,71 m2         | 20,9 m2                                 |
| Flügelstreckung       | 7,5                             | 7,5                                     | 7,5              | 7,6                                     |
| Leermasse             | 668 kg                          | 771 kg                                  | 744 kg           | 821 kg                                  |
| max. Startmasse       | 1107 kg                         | 1107 kg                                 | 1071 kg          | 1293 kg                                 |
| Reisegeschwindigkeit  | 135 km/h                        | 164 km/h                                | 161 km/h         | 158 km/h                                |
| Höchstgeschwindigkeit | 162 km/h                        | 193 km/h                                | 190 km/h         | 185 km/h                                |
| Dienstgipfelhöhe      | 3100 m                          | 3870 m                                  | 3960 m           | 3400 m                                  |
| Reichweite            | 772 km                          | 483 km                                  | 544 km           | 774 km                                  |
| Triebwerke            | 1 × Curtiss OX-5, 90 PS (66 kW) | 1 × Curtiss Challenger, 185 PS (136 kW) | 1 × Wright J-6-5 | 1 × Curtiss Challenger, 185 PS (136 kW) |